# Kosuke Fujishima
Kosuke Fujishima (藤島 康介, Fujishima Kosuke,  Chiba, 7 juli 1964) is een Japans mangaka.
Fujishima begon zijn carrière als redacteur voor het magazine Puff. Dit was zijn eerste werkgelegenheid na zijn middelbare studies. Fujishima wilde eigenlijk technisch tekenaar worden, maar slaagde er niet in om de benodigde stageplaats hiervoor te verkrijgen. Later werd hij assistent voor mangaka Tatsuya Egawa tijdens zijn werk aan de manga Making Be Free!. In 1986 begon hij aan zijn eerste eigen reeks: You're Under Arrest!. Zijn tweede reeks, Ah! My Goddess!, werd Fujishima's meest bekende manga. Ook is hij gekend voor zijn personagedesigns voor computerspellen als de Tales of-reeks en Sakura Wars.
Fujishima heeft een grote voorliefde voor auto's en motoren. Verschillende van zijn personages delen deze voorkeur, dit in reeksen als éX-Driver en Ah! My Goddess!.
Op 29 juni 2016 kondigde de bekende cosplayer Nekomu Otogi via Twitter aan dat ze zwanger was en dat zij en Fujishima trouwplannen hadden. Het koppel kende elkaar sinds 2014. Op 7 juli 2016 bevestigde Fujishima Otogi's woorden via Twitter.

## Oeuvre
| Reeks                                     | Jaar                   | Bijdrage                                |
| ----------------------------------------- | ---------------------- | --------------------------------------- |
| You're Under Arrest                       | 1986–1992              | Auteur / Illustrator                    |
| Ah! My Goddess!                           | 1988–2014              | Auteur / Illustrator                    |
| Paradise Residence                        | 2009–2016              | Auteur / Illustrator                    |
| Koryu Densetsu Villgust                   | 1992                   | Personage ontwerper                     |
| Sakura Wars                               | 1996–2005              | Personage ontwerper                     |
| éX-Driver                                 | 2000                   | Auteur / Personage designs and settings |
| Tales of Phantasia                        | 1994, 1999, 2003, 2006 | Personage ontwerper                     |
| Piano: The Melody of a Young Girl's Heart | 2002                   | Auteur / Personage ontwerper            |
| Gungrave                                  | 2002, 2003, 2004       | Mechanisch ontwerper                    |
| Tales of Symphonia                        | 2003, 2004             | Personage ontwerper                     |
| Tales of the Abyss                        | 2005                   | Personage ontwerper                     |
| Tales of Vesperia                         | 2008                   | Personage ontwerper                     |
| Tales of Xillia                           | 2011                   | Personage ontwerper                     |
| Tales of Xillia 2                         | 2012                   | Personage ontwerper                     |
| Tales of Zestiria                         | 2015                   | Personage ontwerper                     |
| Tales of Berseria                         | 2016                   | Personage ontwerper                     |
| Black Rose Valkyrie                       | 2016                   | Personage ontwerper                     |
| Toppu GP                                  | 2016-2017              | Auteur / Illustrator                    |